# نئوپان

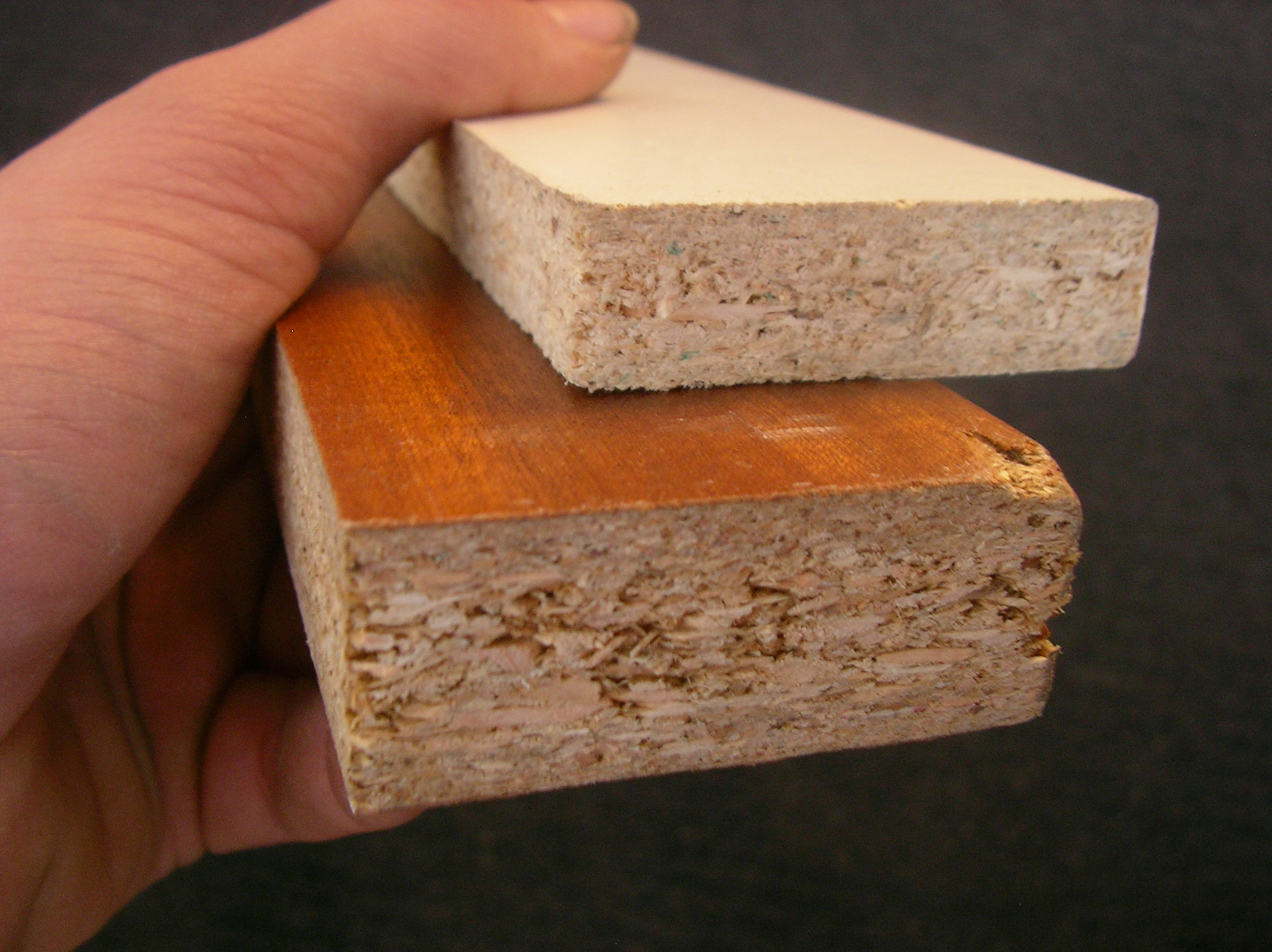
نئوپان با روکش چوب

نئوپان نام تجاری فراورده‌ای است که از تراشه‌های چوب ساخته می‌شود. نئوپان محصول چوب مهندسی‌شدهٔ ساخته‌شده از خرده‌چوب‌هایی مثل تراشه‌های کارخانهٔ اره‌کشی یا خاک‌اره به همراه رزین مصنوعی یا چسب‌های مناسب دیگر است که پرِس و فشرده شده‌باشد. نئوپان یک فراوردهٔ کامپوزیتی است.
این محصول معمولاً از صنایع بازیافت چوب است به‌طوری‌که ضایعات به‌دست‌آمده در فرایند بهره‌برداری از چوب درختان برای مصارف مختلف را تبدیل به خرده‌چوب می‌کنند، سپس این خرده‌چوب‌ها را رطوبت‌گیری و به‌خوبی همگون می‌کنند و چسب می‌زنند و تحت پرس حرارتی قرار می‌دهند. ورق‌های به‌دست‌آمده پس از سرد شدن و سمباده خوردن قابل استفاده‌اند.

## نئوپان با روکش چوب
تخته خرده چوب و تخته ویفر نوعی از اوراق فشرده چوبی هستند که از چیپس، تراشه، آرد و یا خاک اره چوب به همراه رزین های مناسب هستند که با استفاده از پرس گرم و یا فرایند اکستروژن (تخته خرده چوب های مجوف) ساخته می شوند.

### خصوصیات
تخته خرده چوب، ارزانتر، متراکم تر و همگن تر از چوب ماسیو و تخته لایه می باشد و زمانی که شکل ظاهری  و مقاومت نسبت به قیمت اهمیت کمتری داشته باشند، می تواند جایگزین محصولات مذکور میشود. به هر حال تخته خرده چوب می تواند با استفاده از رنگ ها و یا به کار گیری روکش های چوبی در سطوح زیباتر شود. اگرچه تخته خرده چوب تراکم بیشتری از چوب دارد، اما از تخته فیبرها سبک تر می باشد.
یکی از بزرگترین ضعف تخته خرده چوب تغییر ابعاد و رنگ آن در اثر رطوبت می باشد، به خصوص وقتی که سطوح و لبه های آن با روکش، رنگ و یا آستر پوشش داده نشده است. بنابراین استفاده از تخته خرده چوب در مصارف خارج ساختمان و جاهایی که رطوبت بالا باشد به ندرت اتفاق می افتد، به استثنای برخی کاربردهای زیرین در حمام و آشپزخانه. در محیط های خشک، تخته خرده چوب روکش شده نسبت به تخته لایه به دلیل پایداری مطلوب و قیمت پایین تر ارجحیت دارد.

### تاریخچه و توسعه
تخته خرده چوب برای نخستین بار در آلمان در سال 1887 توسط Hubbaard توسعه یافت. اولین نمونه صنعتی در طی جنگ جهانی دوم در یک شرکت آلمانی در برمن تولید شد. این شرکت از ضایعاتی مانند تراشه ها، خاک اره و خرده های اسیاب شده (آسیاب چکشی) چوب و چسب زنی آنها به وسیله رزین های فنلی استفاده نمود. آسیاب کردن ذرات در حقیقت خردکن مواد به تکه های کوچک و کوچکتر تا جایی که از یک الک ریز عبور کنند. اغلب کارخانه های امروزی تولیدکننده تخته خرده چوب از چنین فرایند مشابهی استفاده می کنند، اگرچه گاهی رزین های  مورد استفاده مختلف می باشند.
با توجه به تجربیات بدست آمده از نخستین کارخانه صنعتی تولید تخته خرده چوب، فرایند تولید تحولات بیشتری را در سال های پس از آن تجربه کرد به گونه ای که تولید تخته های سه لایه شامل ذرات ریز در سطوح و ذرات درشت در لایه مرکزی توسعه یافت (تخته خرده چوب های سه لایه). همچنین تخته های تدریجی که ذرات از مرکز به سطوح ریزتر می شدند نیز توسه پیدا نمود.

### تولید
تخته خرده چوب از مخلوط کردن خرده چوب ها یا تراشه ها با چسب و شکل دادن آن به صورت صفحه تولید می گردد. مواد خام مورد استفاده در تخته خرده چوب ابتدا درون چیپر دیسکی و سپس آسیاب چکشی برای خردشدن وارد می شوند. سپس خرده چوبها خشک شده وبعد از آن خرده های درشت (oversize) و خیلی ریز (fine) توسط الک جدا می شوند. رزین به صورت مایع توسط نازلها به خرده چوب ها اسپری می شود. رزین های متعددی وجود دارند که به‌طور معمول مورد استفاده قرار می گیرند. رزین های آمینو بر پایه فرمالدهید بهترین نوع رزین ها از نظر کاربرد و قیمت تمام شده می باشند. رزین های اوره- ملامین با افزودن ملامین نیز جهت افزایش مقاومت به آب تخته استفاده می گردد.
برای مصارف خارج از ساختمان و جاهایی که مقاومت به آب بالا نیاز می باشد از فنل فرمالدهید استفاده می گردد که به تیره تر شدن پانل منجر می شود. از رزین های ملامین- اوره- فنل فرمالدهید هم نیز استفاده می گردد. رزین های رزورسینول به ویژه به صورت ترکیب شده با رزین های فنلی برای بالا بردن خصوصیات پانل مورد استفاده قرار می گیرند، اما این حالت معمولاً برای تخته ها در مواقعی که کاربرد زیر اب نیاز باشد استفاده می شود و به ندرت در ساخت پانل ها به کار می رود. در تولید تخته خرده چوب گاهی از انواع دیگر مواد شیمیایی مانند پارافین ،رنگ ها، عامل اصلاح کننده در برابر رطوبت و آتش و حشرات استفاده می شوند. در نهایت کیک مواد درون پرس گرم برای گیرای رزین با حرارت 220 – 160 سانتیگراد و فشار ویژه 4-3 مگاپاسکال قرار می گیرند. در نهایت تخته ها درون خنک کننده ستاره ای خنک می شوند و بعد از آن برش و سنباده زده می شوند تخته های حاصل همچنین میتوانند به صورت خام و روکش شده به فروش برسند.

#### طراحی مبلمان
تخته خرده چوب تاثیر بسیار بزرگی بروی طراحی مبلمان داشته است. در اوایل دهه 1950 استفاده از تخته خرده چوب برای مبلمان اشپزخانه شروع گردید، اما بسیاری از موارد هزینه تمام شده آن بیشتر از چوب ماسیو بوده است. یک آشپزخانه ساخته شده از تخته خرده چوب در آن سالها فقط برای افراد ثروتمند قابل استفاده بوده است. با توسعه تکنولوژی تولید، هزینه هایتولید تخته خرده چوب به شدت کاهش پیدا کرده و قیمت نهایی تخته خرده چوب نیز به شدت کاهش پیدا نمود، به گونه ای که امروزه تخته خرده چوب یکی از ارزانترین اوراف فشرده چوبی در بازار است.
یکی از تحولات اساسی در زمینه تخته خرده چوب در دو دهه اخیر، توسعه تخته های سبک وزن برای استفاده در مبلمان های حجمی است. استراتژهای گستردهای در این زمینه بویژه در کشورهای اروپایی توسعه پیدا کرده است و امروزه تخته خرده چوبهای سبک وزن متنوعی در بازارهای دنیا تولید و در بازار به فروش می رسند.

#### مسائل ایمنی و سلامت
نگرانی های ایمنی و سلامت در زمینه استفاده از تخته خرده چوب هم برای تولیدکنندگان مبلمان و هم مصرف کنندگان آن وجود دارد. گردهای بسیار ریز آزاد شده از تخته خرده چوب هنگام ماشین کاری آن به شدت می تواند بر سلامتی تولیدکنندگان مبلمان اثرگذار باشد. البته در این زمینه امروز اغلب کارگاه های پیشرفته مجهز به مکنده های قوی در کنار ماشین آلات برش هستند.

تخته خرده چوب های ساخته شده با چسب های آمینی می توانند در شرایط مصرف، گاز فرمالدهید و سیانید هیدروژن و غیره متصاعد نمایند که به شده برای سلامتی مضر است. سازمان پزوهش های سرطان در سال 2006، فرمالدهید را گازی سرطانزا معرفی نموده است. البته لازم است ذکر شود که محققین و تولیدکنندگان تخته خرده چوب در دنیا امروزه با استفاده از راهکارهای مختلفی توانسته اند که میزان انتشار فرمالدهید از تخته خرده چوب را به شدت کاهش دهند. تلاش های بسیار زیادی نیز در زمینه توسعه محصولات بدون فرمالدهید (No-added-formaldehyde) نیز صورت پذیرفته است.
منابع
- Particle board، ویکی‌پدیای انگلیسی، برداشت شده در ۲۳ خرداد ۱۳۸۹.

"Wood based panel producers in Poland".
"Particleboard - Decorative Surfaces". www.decorativesurfaces.org.
Rowell M., Roger (2013). Handbook of Wood Chemistry and Wood Composites. Taylor and Francis Group. ISBN 978-1-4398-5381-8.
"Wood dust hazards" (PDF). UK HSE. Archived from the original (pdf) on 2009-12-29.
McCann, Michael; Babin, Angela. "Woodworking Hazards".
"Formaldehyde Factsheet" (webpage). Illinois Department of Public Health.
IARC Monographs on the Evaluation of Carcinogenic Risks to Humans Volume 88 (2006) Formaldehyde, 2-Butoxyethanol and 1-tert-Butoxypropan-2-ol (pdf, html), WHO Press, 2006( English )